# Will Jimeno
William Jimeno (né le 26 novembre 1967) est un officier du Port Authority Police Department d'origine Colombienne qui a survécu aux attentats du 11 septembre 2001 contre le World Trade Center. Il a été enseveli sous les débris durant 13 heures mais a survécu ainsi que son collègue le sergent John McLoughlin.
Jimeno, policier débutant affecté au Port Authority Bus Terminal, aperçoit l'ombre du premier avion quelques secondes avant qu'il ne percute la tour nord du World Trade Center. Avec 20 autres officiers du Port Authority, il se rend sur le site du WTC à bord d'un bus réquisitionné.
Lorsque la tour sud s'effondre, Jimeno se retrouve enseveli au sous-sol entre les tours jumelles avec d'autres officiers du Port Authority dont le sergent John McLoughlin, qui les dirige. Seul Jimeno et McLoughlin survivront. L'un des officiers survivra au premier effondrement mais décédera lors de l'écroulement de la tour nord. 
Un compte rendu du USA Today observe :
Quelquefois, ils appelaient à l'aide. Mais la plupart du temps, le sergent de 46 ans, du haut de ses 21 ans de carrière, et le débutant de 33 ans discutaient intimement, se confiant parfois des choses personnelles - à propos de leurs enfants, leurs familles, leurs sentiments - qu'ils n'avaient jamais partagés avec personne. Jimeno a demandé au sergent de communiquer un message radio à son épouse, Allison, enceinte de sept mois. Bien qu'ils restaient sans réponse radio, ils supposaient que leur appel serait enregistré sur une cassette de la police. "Votre attention", annonça McLoughlin, "l'officier Jimeno demande que son bébé soit appelé Olivia." Son épouse appréciait ce prénom, mais lui était resté hésitant sur la question. À présent qu'il se voyait mourir, il voulait songer à sa future fille, Olivia.
Par la suite, les deux hommes seront localisés et extraits des décombres. Tous deux seront sévèrement blessés et leur état nécessitera des mois d'hospitalisation. 
L’ensevelissement et le sauvetage de Jimeno ont été mis à l’écran dans le film World Trade Center d’Oliver Stone sorti en 2006, rôle incarné par Michael Peña. Le film a été couvert d'éloges, mais aussi critiqué de ne pas rendre compte avec justesse du sauvetage de McLoughlin et Jimeno. On a reproché au film de ne pas correctement identifier le personnel qui a extrait les deux hommes, omettant des acteurs-clés dans le sauvetage, et minimisant le temps et l’effort requis ainsi que le danger et la difficulté qu’impliquait l’extraction des deux hommes.
Jimeno vit actuellement avec sa femme Allison et leurs deux filles, Bianca et Olivia dans le New Jersey.